# Véronique Waroux
Véronique Waroux (Doornik, 8 april 1969) is een voormalig Belgisch politica voor het cdH en deelstaatsenator.

## Levensloop
Waroux behaalde het diploma van burgerlijk ingenieur. Beroepshalve werd ze raadgevend ingenieur en zelfstandige.
In 2006 werd Waroux actief in de politiek en stond ze bij de gemeenteraadsverkiezingen van dat jaar op een onafhankelijke lijst in Péruwelz. Ze werd er verkozen tot gemeenteraadslid en ze werd ook eerste schepen. Het mandaat van gemeenteraadslid bleef ze uitoefenen tot in 2018, schepen bleef ze tot aan de gemeenteraadsverkiezingen van 2012.
Al gauw trad Waroux toe tot de cdH en voor deze partij werd ze in 2014 verkozen in het Waals Parlement en het Parlement van de Franse Gemeenschap. Ook werd ze in dat jaar door haar partij naar de Belgische Senaat gestuurd om er te zetelen als deelstaatsenator. Bij de parlementsverkiezingen van 2019 was ze geen kandidaat meer.